# Zuydcoote
Zuydcoote (niederländisch: Zoutkote) ist eine französische Gemeinde mit 1608 Einwohnern (Stand 1. Januar 2022) im Département Nord in der Region Hauts-de-France. Sie gehört zum Arrondissement Dunkerque und zum Gemeindeverband Communauté urbaine de Dunkerque. Die Bewohner von Zuydcoote werden Zuydcootois/e (sing.) bzw. Zuydcootoises (plur.) genannt.

## Lage
Die Gemeinde Zuydcoote liegt im äußersten Nordzipfel Frankreichs zwischen Dünkirchen und der belgischen Grenze an der Nordsee. Der Ort ist durch eine knapp 15 Meter hohe Düne vom Strand getrennt. Umgeben wird Zuydcoote von den Nachbargemeinden Bray-Dunes im Osten sowie Ghyvelde im Süden und Westen.

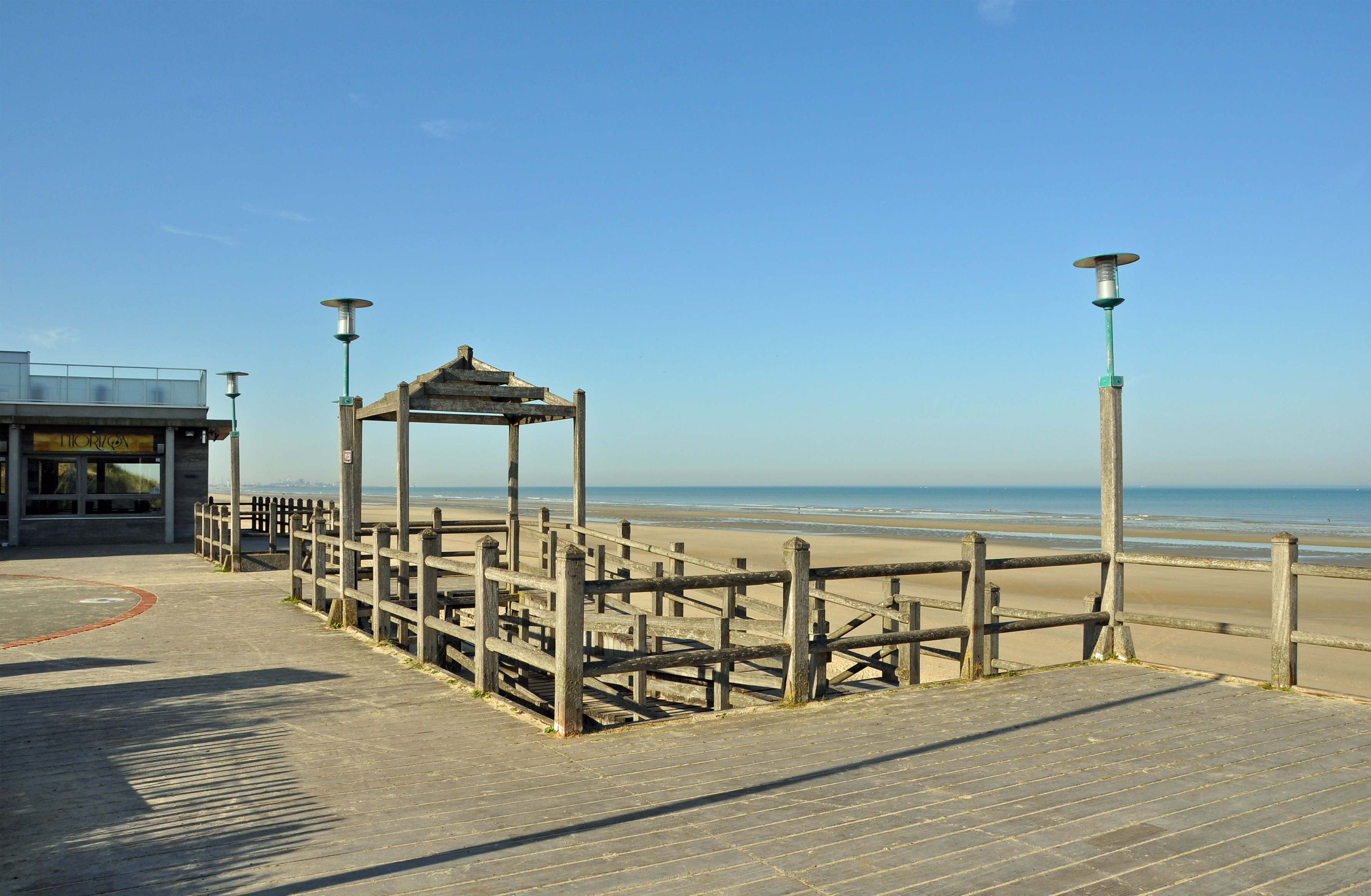
Strand von Zuydcoote

## Etymologie
Zuydcoote stammt aus dem Westflämischen und setzt sich aus den Wortstämmen Zout = Salz und Kot = Hütte zusammen. Wörtlich übersetzt bedeutet es also so viel wie „Salzhütte“.

## Geschichte
Zuydcoote wird um 1200 erstmals als Fischerdorf erwähnt. Im Lauf der Zeit gehörte es zu Flandern, Burgund, den Spanischen Niederlanden und seit 1662 zu Frankreich.
Am 1. Januar 1777 wurde das Dorf vollständig durch einen Orkan zerstört.
1940 wurden im Rahmen der Operation Dynamo auch von Zuydcoote aus Teile des Britischen Expeditionskorps nach England evakuiert (siehe auch Schlacht von Dünkirchen). Die Ereignisse wurden im Roman Week-end à Zuydcoote von Robert Merle sowie in dessen Verfilmung Dünkirchen, 2. Juni 1940 mit Jean-Paul Belmondo verarbeitet.

### Bevölkerungsentwicklung
| Jahr                       | 1962 | 1968 | 1975 | 1982 | 1990 | 1999 | 2006 | 2013 | 2021 |
| Einwohner                  | 1002 | 1029 | 1115 | 1321 | 1617 | 1578 | 1683 | 1766 | 1580 |
| Quellen: Cassini und INSEE |      |      |      |      |      |      |      |      |      |

## Sehenswürdigkeiten
- Kirche Saint-Nicolas
- Soldatenfriedhöfe (französisch, britisch, deutsch)

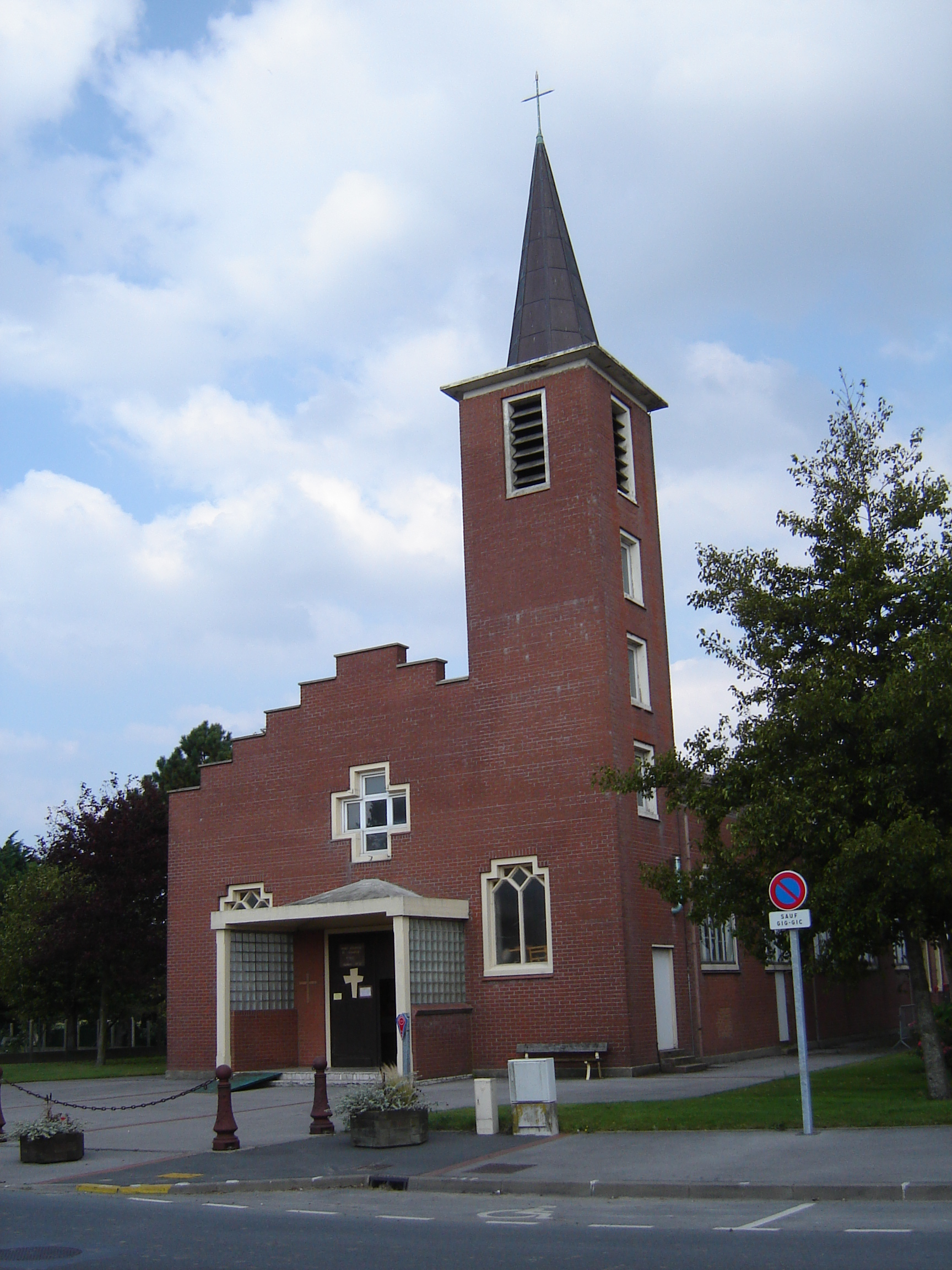
Kirche Saint-Nicolas
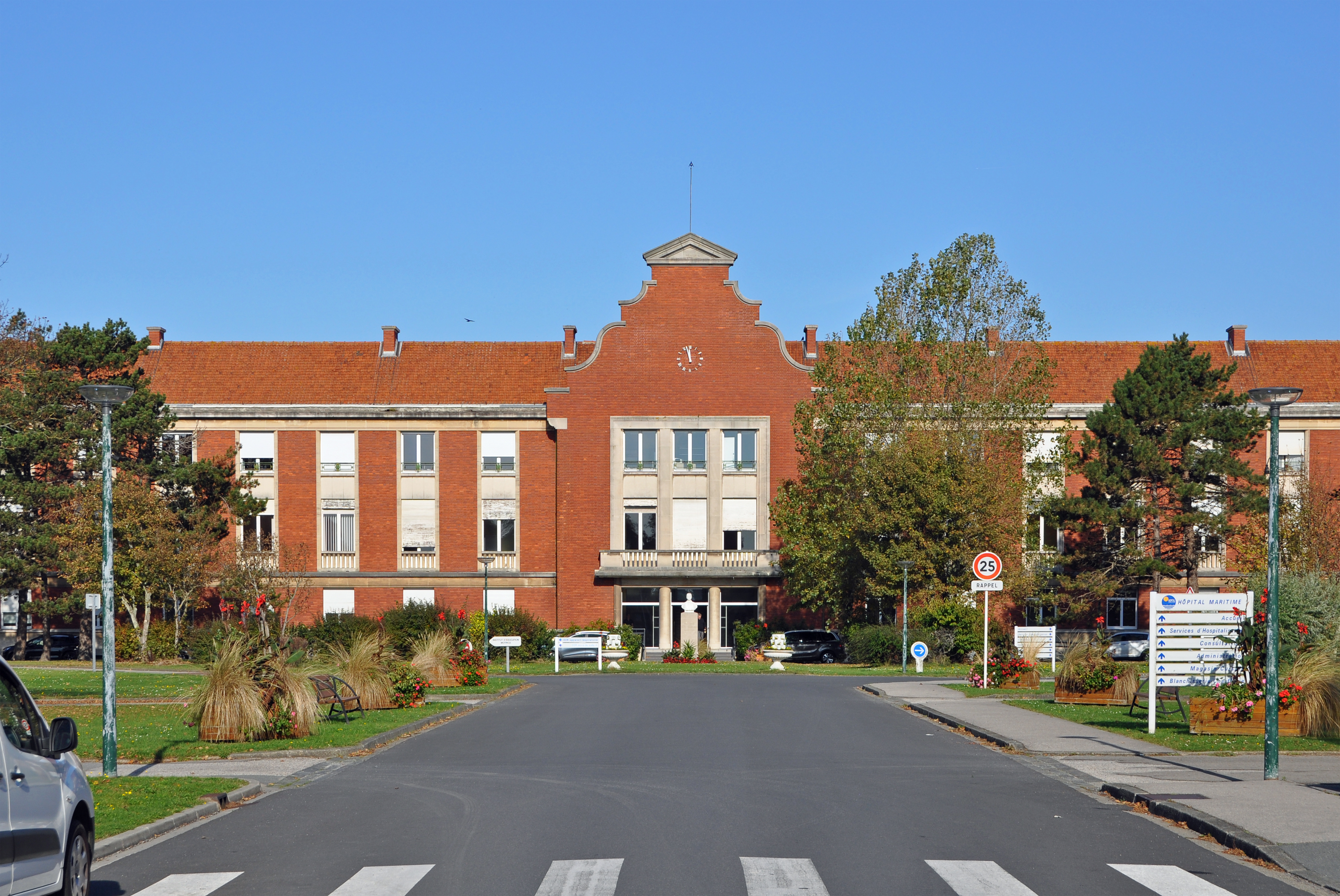
Klinik
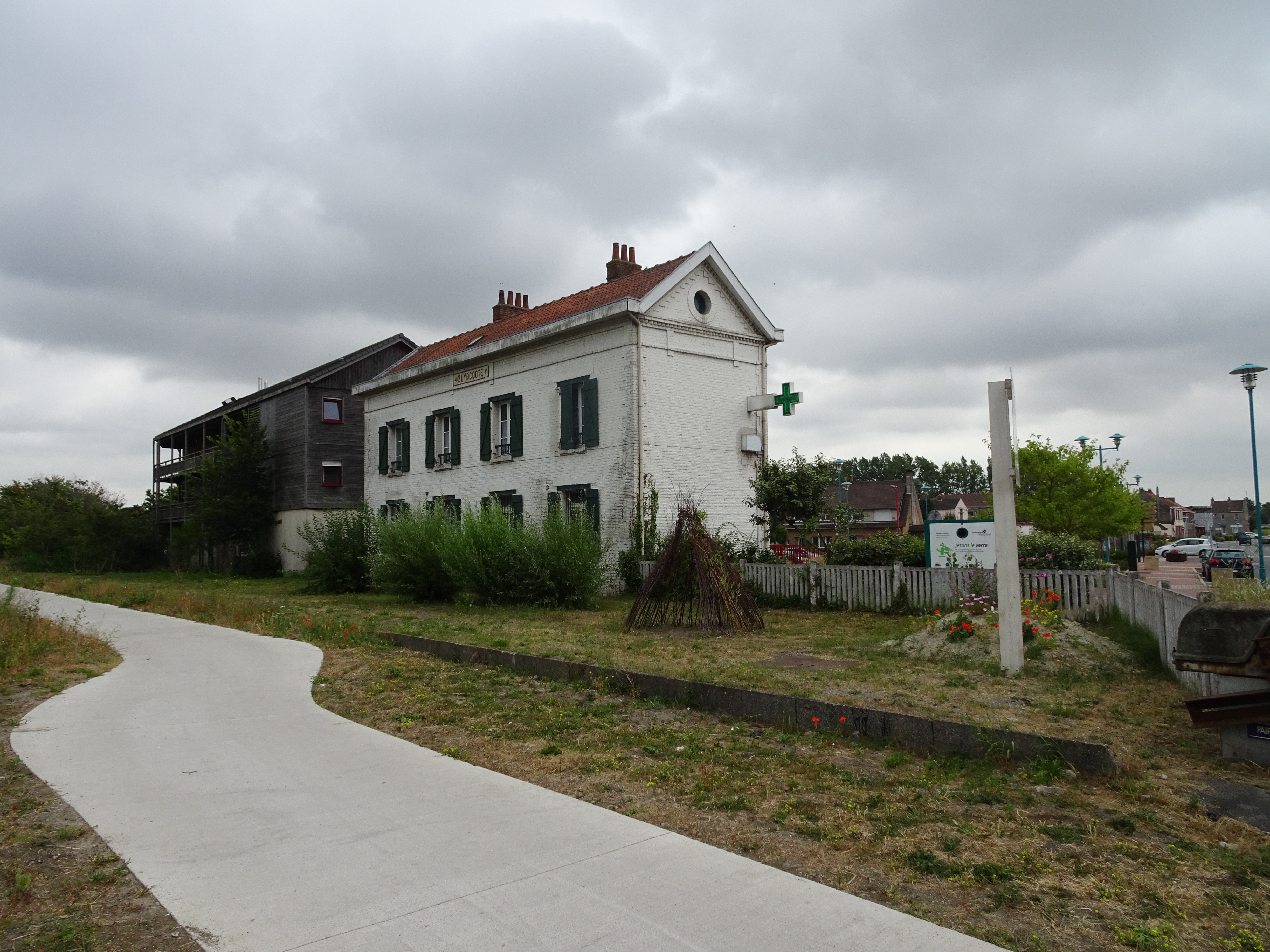
Ehemaliger Bahnhof
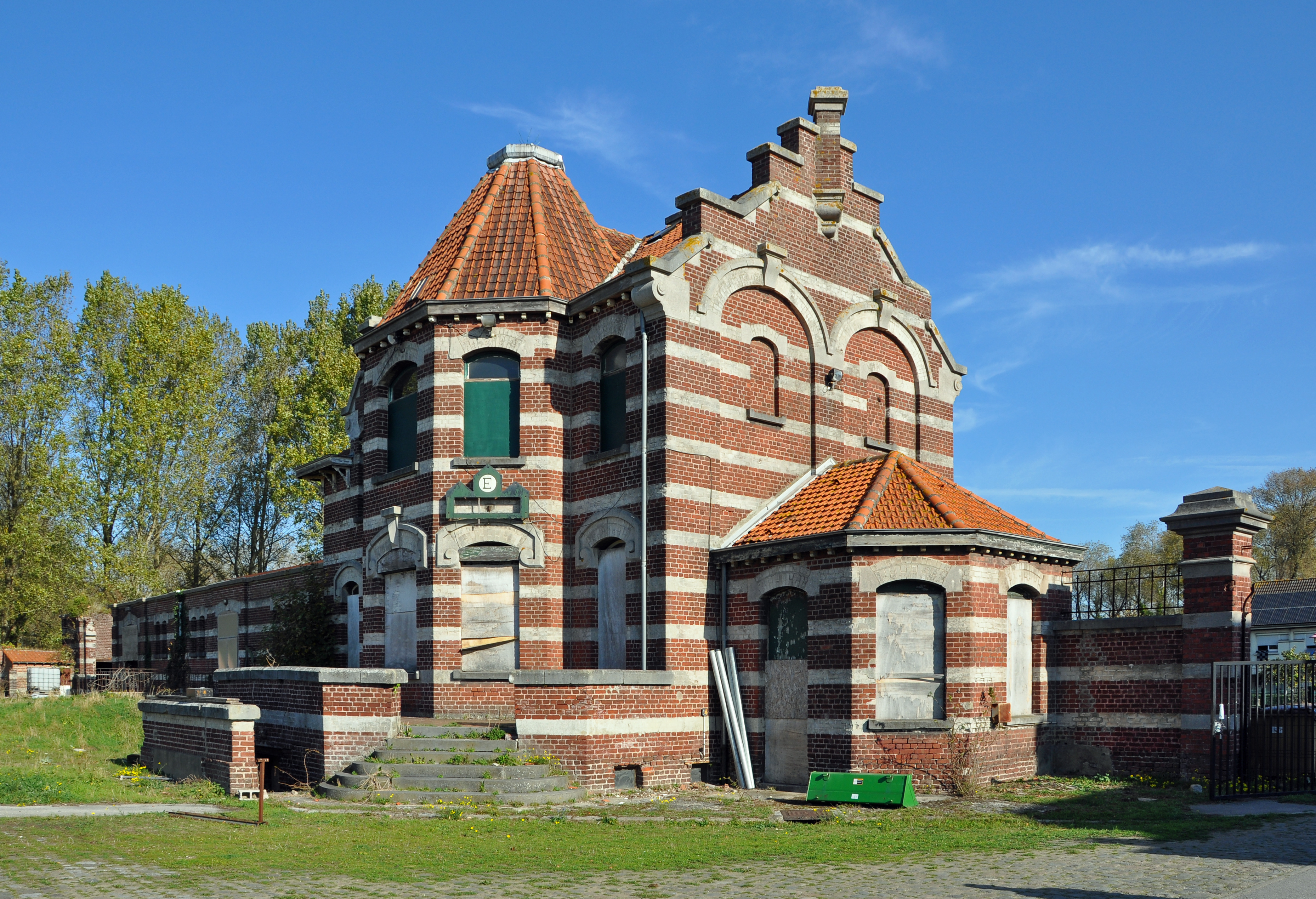
Ehemaliger Bauernhof (ferme nord) zur Lebensmittelversorgung des nahen Sanatoriums
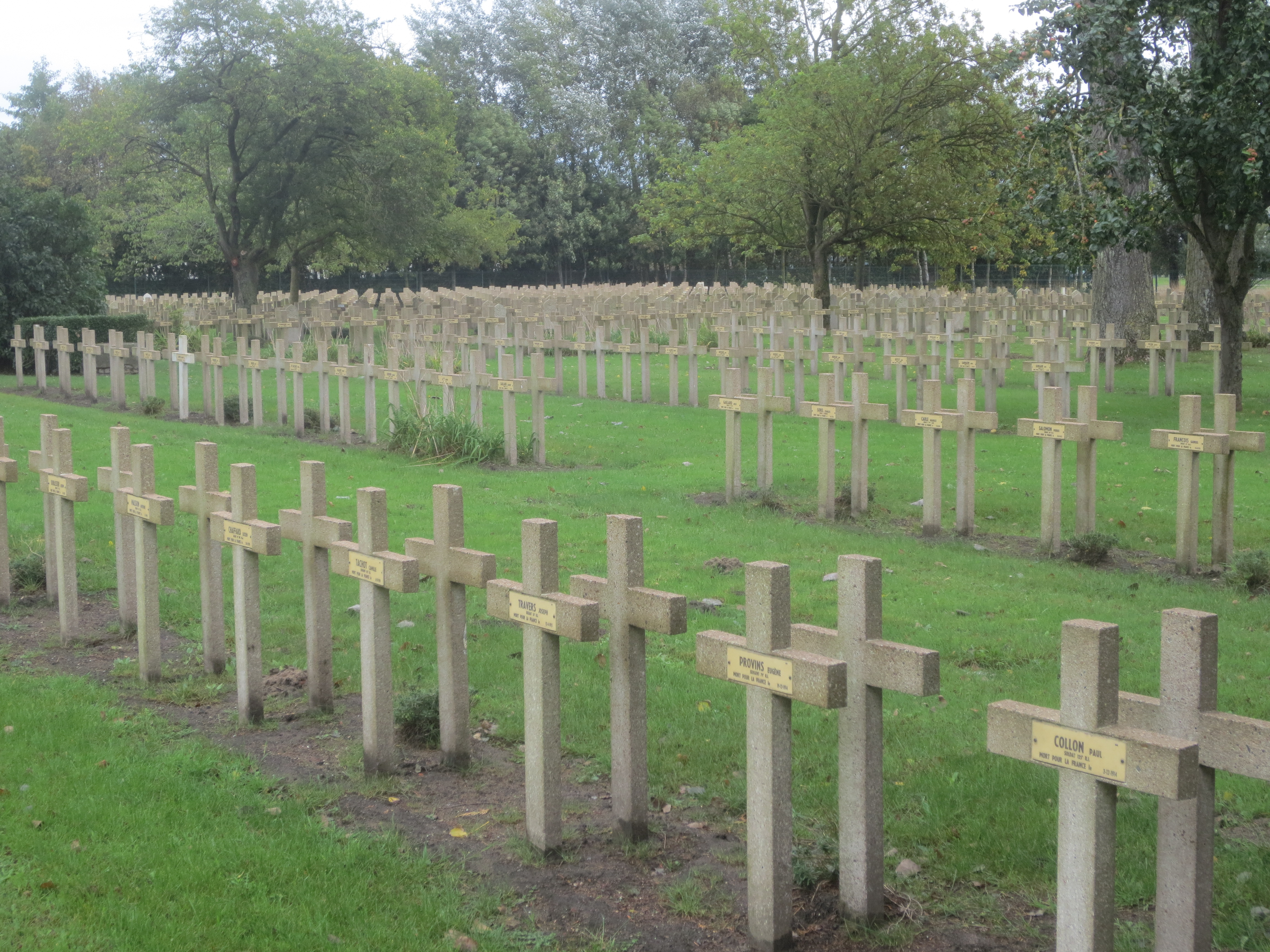
Französischer Soldatenfriedhof
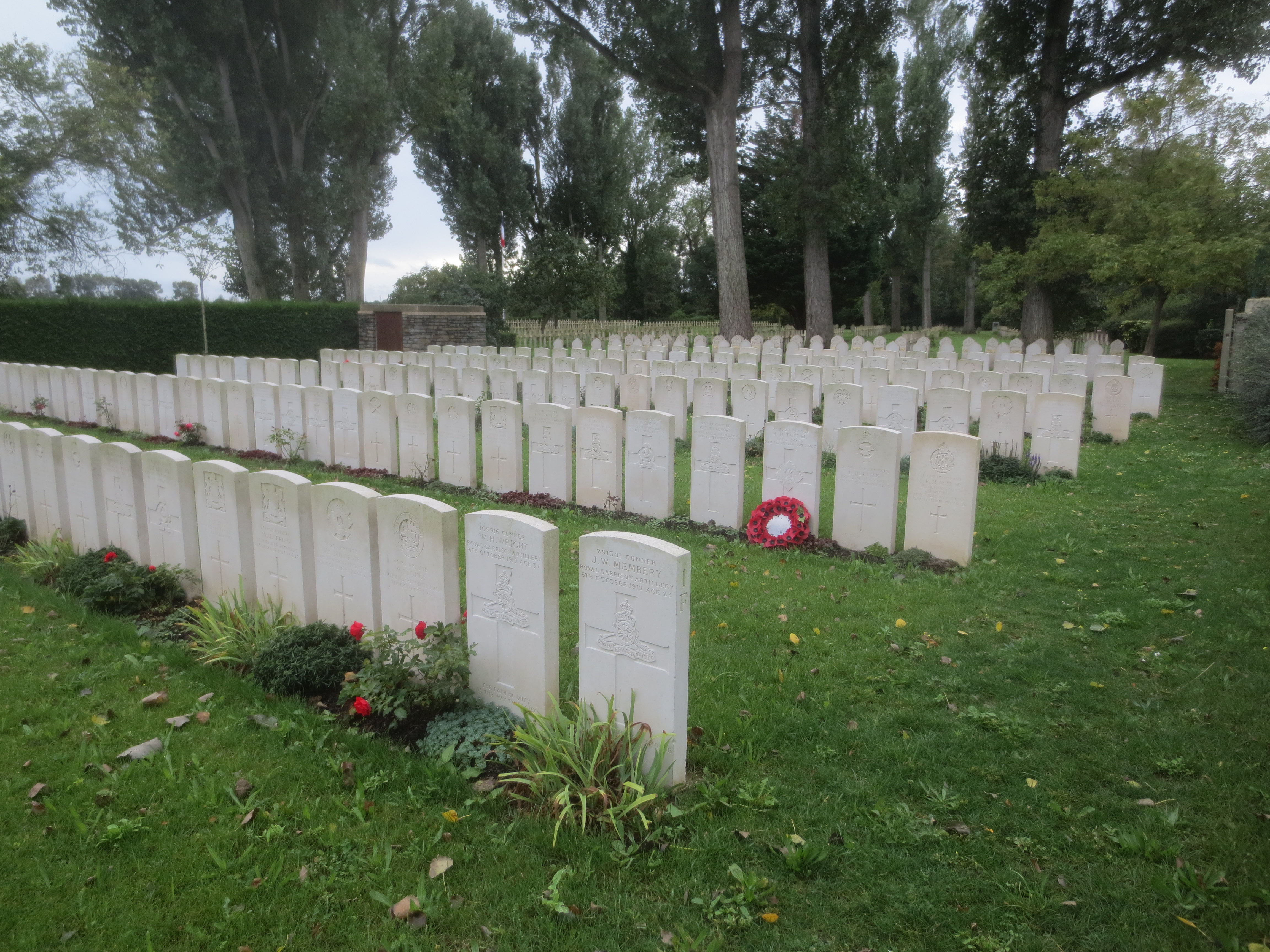
Militärfriedhof des Commonwealth
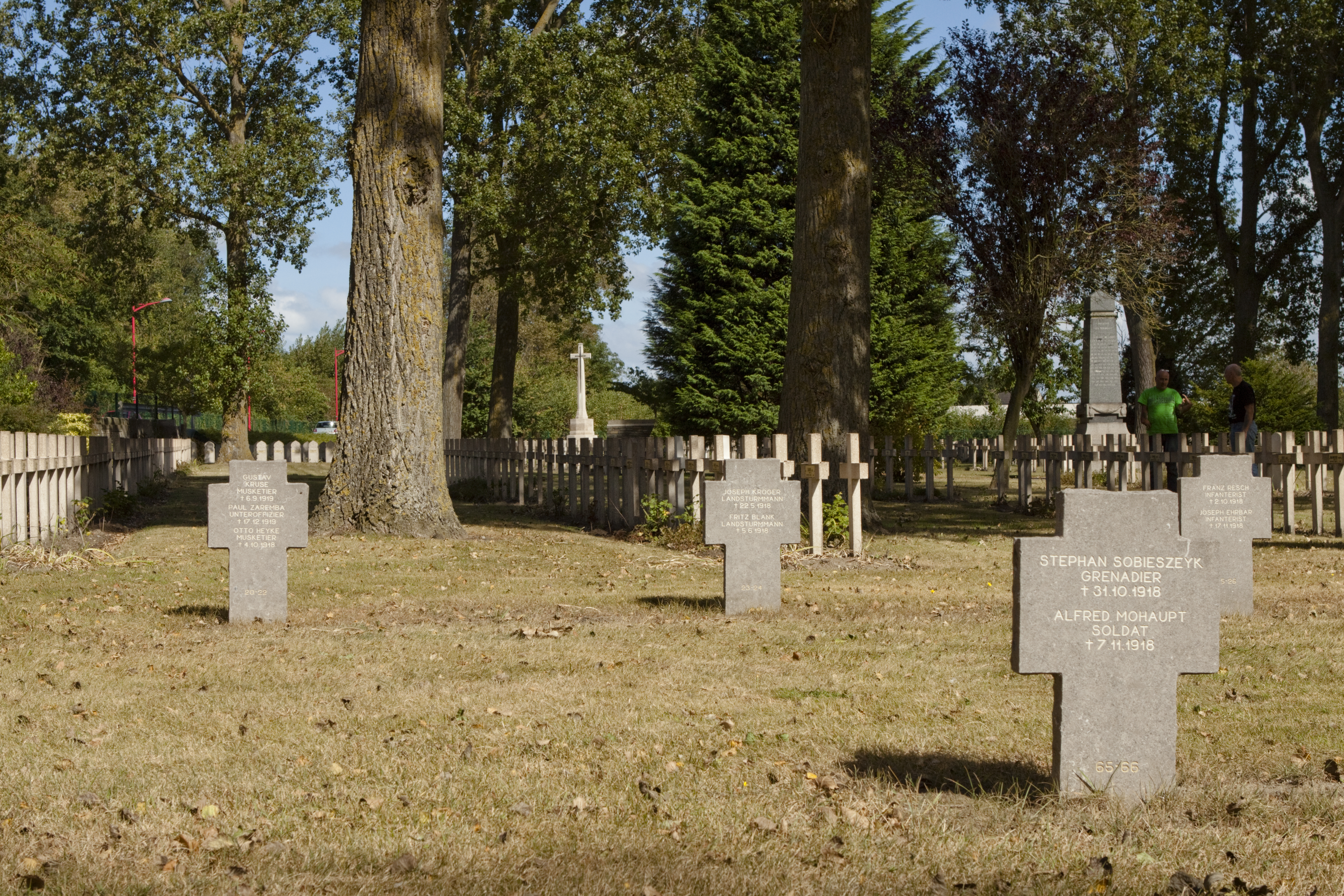
Deutsches Soldatengräberfeld

## Persönlichkeiten
- Jean Montmain (1888–1915), französischer Kunstflieger, begraben in Zuydcoote